# Пеленський Зиновій Андрійович
Зиновій Пеленський  (*26 січня 1890, Лисятичі або Велдіж — †28 жовтня 1943, Львів) — український громадсько-політичний діяч, економіст, редактор видань та часописів, очільник Громадського комітету Рятунку України, депутат Сейму Польщі та знаний кооперативний діяч у Галичині.

## Життєпис
Народився в селі Лисятичі на Стрийщині або в селі Велдіж (нині Шевченкове, Долинського району, Івано-Франківської області), де його батько — отець Андрій Пеленський був сотрудником парафії. 
По закінченні навчання у Коломиї вступив до Львівського університету на юридичний факультет. Згодом навчався у Віденській Вищій школі торгівлі. 
Воював у лавах УГА у 1918—20. Після війни помагав становленню товариства «Просвіта» та формування товариства «Союз Українок».

Посли до польського сейму Зиновій Пеленський, Степан Кузик, та англійський посол Дейвіс, перекладач Олесницький під час інспекції Галичини після пацифікації 1930 р.

Перший редактор «Господарсько-кооперативного часопису» — органу Ревізійного союзу укр. кооперативів (РСУК) у Львові (1927—30), згодом працював референтом пропаганди при ньому та його представник на міжнародних кооперативних з'їздах.
У 1929 обраний членом ЦК УНДО. Депутат Сейму Польщі (1930—1935, мандат здобув на Волині, в часі своєї каденції відвідував Волинь, де вів секретні наради в околицях Рівного і Луцька). Делеґат Української парламентарної репрезентації на конґресі національних меншин і в справах українських петицій до Ліґи Націй, член президії Ради національних меншин у Женеві.
З 1933 року зачинатель і активний діяч Українського громадського комітету рятунку України.
Підписант ювілейної відозви до народу від Головного виділу «Просвіти» у зв'язку з 70-річчям товариства.
У вересні 1939 емігрував до Любліна, а в 1940—1941 роках був комісаром Рільничого банку в Любліні (тому могила його батька знаходиться в цьому місті). Займався громадською діяльністю на Холмщині та Підляшші. Роком пізніше повернувся до Львова і став директором аграрного банку.
Будучи секретарем у Діловому комітеті, при Українському громадському комітеті рятунку України, разом з Міленою Рудницькою винесли на міжнародний форум трагічний факт голодомору в Україні. Вони 24 вересня 1933 року передали Йоганові-Людвігу Мовінкелеві «велику теку документів» про Голодомор. Потім прем'єр-міністр Норвегії Й.-Л. Мовінкель поставив питання про голод в Україні на самій сесії Ліги Націй у Женеві.
Похований на полі № 21 Личаківського кладовища. Про Зиновія Пеленського є згадка в «Енциклопедії українознавства» (Львів, 1996, том 5.— С. 1977—1978). 

### Родина
Єдина дочка — Ліда Пеленська — народилася 1931 року, живе у місті Товако (Towaco, штат Нью-Джерсі, США), одружена з Богданом Паславським та має сина Михайла і дочок Марію й Ольгу.